# Paray-sous-Briailles
Paray-sous-Briailles é uma comuna francesa na região administrativa de Auvérnia-Ródano-Alpes, no departamento Allier. Estende-se por uma área de 22,5 km². Em 2010 a comuna tinha 645 habitantes (densidade: 28,7 hab./km²).